# 스타다큐 마이웨이
《스타다큐 마이웨이》는 TV CHOSUN에서 방송 했던 다큐멘터리 프로그램이었다.

## 방송 일정
| 방송 채널 | 방송 기간 | 방송 시간                               | 방송 분량  |
| TV CHOSUN | |                                         |            |
| --------- | --- | --------------------------------------- | ---------- |
| TV CHOSUN | 2016년 6월 19일 ~ 2016년 7월 17일 | 매주 일요일 밤 9시 50분 ~ 11시          | 1시간 10분 |
| TV CHOSUN | 2016년 7월 28일 ~ 2016년 8월 18일 | 매주 목요일 밤 9시 40분 ~ 11시          | 1시간 20분 |
| TV CHOSUN | 2016년 8월 25일 ~ 2017년 6월 29일 | 매주 목요일 밤 9시 50분 ~ 11시          | 1시간 10분 |
| TV CHOSUN | 2017년 7월 6일 | 매주 목요일 밤 9시 55분 ~ 11시          | 1시간 5분  |
| TV CHOSUN | 2017년 7월 13일 ~ 2019년 2월 21일 | 매주 목요일 밤 10시 ~ 11시              | 1시간      |
| TV CHOSUN | 2019년 2월 27일 | 매주 수요일 밤 10시 ~ 11시              | 1시간      |
| TV CHOSUN | 2019년 6월 12일 ~ 2020년 5월 6일 | 매주 수요일 밤 10시 ~ 11시              | 1시간      |
| TV CHOSUN | 2019년 3월 6일 ~ 2019년 6월 5일 | 매주 수요일 밤 10시 ~ 11시 10분         | 1시간 10분 |
| TV CHOSUN | 2020년 5월 15일 ~ 2020년 5월 22일 | 매주 금요일 밤 11시 ~ 12시 10분         | 1시간 10분 |
| TV CHOSUN | 2020년 6월 1일 ~ 2020년 12월 28일 2021년 3월 15일 ~ 2021년 5월 24일                                                                  | 매주 월요일 밤 10시 ~ 11시 30분         | 1시간 30분 |
| TV CHOSUN | 2021년 1월 3일 ~ 2021년 2월 28일 | 매주 일요일 밤 10시 20분 ~ 12시         | 1시간 40분 |
| TV CHOSUN | 2021년 5월 30일 ~ 2021년 8월 8일 2021년 12월 12일 ~ 2022년 3월 20일 2022년 4월 3일 ~ 2022년 5월 8일 2023년 6월 25일~2023년 12월 24일 | 매주 일요일 오후 7시 50분 ~ 밤 9시 10분 | 1시간 20분 |
| TV CHOSUN | 2021년 8월 15일 ~ 2021년 12월 5일 2022년 4월 3일 ~ 2022년 4월 17일 2022년 5월 15일 ~ 2023년 6월 18일                                 | 매주 일요일 밤 9시 ~ 10시 20분          | 1시간 20분 |

## 타이틀 변천사
| 기수 | 제목                | 방송 기간                         |
| ---- | ------------------- | --------------------------------- |
| 1기  | 인생 다큐 마이 웨이 | 2016년 6월 19일 ~ 2020년 5월 22일 |
| 2기  | 스타 다큐 마이 웨이 | 2020년 6월 1일 ~ 2023년 12월 24일 |

## 결방 및 편성 변경
2022년
- 12월 11일 : 임권택 특집 편성 관계로 인해 결방
- 12월 18일 : 《골프왕 4》 편성 관계로 인해 결방

2023년
- 1월 1일, 1월 8일 : 《한풀이 노래방》 편성 관계로 2주 연속으로 인해 결방
- 12월 31일 : 《화요일은 밤이 좋아》 재방송 편성 관계로 인해 결방

2024년
- 1월 7일, 1월 14일 : 아빠하고 나하고 재방송 편성 관계로 인해 결방

## 같이 보기
관련 항목
- 다큐멘터리 프로그램

방송 프로그램
- 다큐On, 시사직격 (KBS 1TV)
- 다큐멘터리 3일, 세상의 모든 다큐, 스타 인생극장 (KBS 2TV)
- 휴먼다큐 사람이 좋다 (MBC TV)
- 마이 스토리, 휴먼다큐 사노라면 (MBN)
- 한국경제 오디세이 (MBC 표준FM)